# William Darby
William Orlando Darby (Fort Smith, 9 febbraio 1911 – Torbole, 30 aprile 1945) è stato un generale statunitense, famoso fondatore degli US Army Rangers.
Diplomatosi alla accademia militare di West Point nel 1933, raggiunse il grado di capitano nel 1940.

## I Rangers
Prima e durante la guerra ricoprì varie posizioni di staff, ma il suo nome è legato a una nuova specialità creata sul modello dei Commando inglesi che venne chiamata US Army Rangers, o più familiarmente Darby's Rangers, formata su segnalazione del suo comandante, il generale Russell P. Hartle.
I Rangers erano reparti addestrati per operazioni d'assalto sul territorio nemico. Erano specializzati in attacchi notturni con la tattica del "mordi e fuggi". Darby comandò la sua unità in Nord Africa, a Gela, Salerno e ad Anzio, prima con il grado di maggiore, poi con quello di colonnello.

## Battaglia di Cisterna

Rombo dei Rangers durante la seconda guerra mondiale

Dopo lo sbarco alleato ad Anzio e dietro insistenza dei comandi superiori che richiedevano un'azione più aggressiva da parte delle forze alleate, il generale John Lucas fu costretto a imbastire rapidamente un'offensiva, e decise di utilizzare il 1º e il 3º Battaglione Rangers come punta di lancia in appoggio alla 3ª Divisione di Fanteria per conquistare la cittadina di Cisterna (allora denominata Cisterna di Littoria), e tenerla fino all'avanzata alleata.
Darby protestò sull'uso dei Rangers in questo ruolo, ma senza successo. Perfino il generale Mark Clark, espresse più tardi la sua disapprovazione.
Il 1º e il 3º Battaglione Ranger avrebbero dovuto prendere la città con un attacco di sorpresa notturno, tenendola fino all'attuazione dell'attacco principale.
La ricognizione aveva indicato che il grosso dei tedeschi si trovava oltre Cisterna, e le forze statunitensi si aspettavano di incontrare solo qualche debole resistenza. Il Feldmaresciallo Kesselring stava invece concentrando le sue divisioni in quell'area, senza che gli Alleati se ne fossero resi conto.
Il 30 gennaio 1944 i due battaglioni, forti di 767 uomini affiancati da un plotone di 43 uomini del 3º Reparto Ricognizione, si mossero nell'oscurità, e nonostante avessero evitato numerose postazioni germaniche, alle prime luci dell'alba furono attaccati e accerchiati dagli uomini della 715ª Divisione di Fanteria Motorizzata e della Divisione Hermann Göring, con almeno diciassette Panzer VI Tiger I.
È probabile che il movimento di infiltrazione fosse stato scoperto per la violazione del silenzio radio, e che l'imboscata fosse dunque stata preparata.
La sconfitta di Cisterna fu attribuita all'utilizzazione impropria dei Rangers. Impegnati contro i Tiger della Göring, i Rangers non avevano a disposizione armi anticarro; inoltre, il terreno non si prestava a trinceramenti, e i due battaglioni si trovarono presto a corto di munizioni.
Solo sei uomini riuscirono a tornare nelle linee alleate. Gli altri caddero o furono deportati nel campo di concentramento Stalag IIB nella Pomerania. Il generale Lucas fu sostituito dal generale Truscott.
In ottobre i tre battaglioni di Rangers furono sciolti, e Darby tornò in patria dopo un breve periodo di comando nella 45ª Divisione.
L'esercito americano costituì altri tre battaglioni: il 2° ed ol 5° che presero parte allo sbarco in Normandia ed a tutte le operazioni fino alla resa della Germania, ed il 6° che fu impiegato sul fronte del Pacifico.

## Epilogo

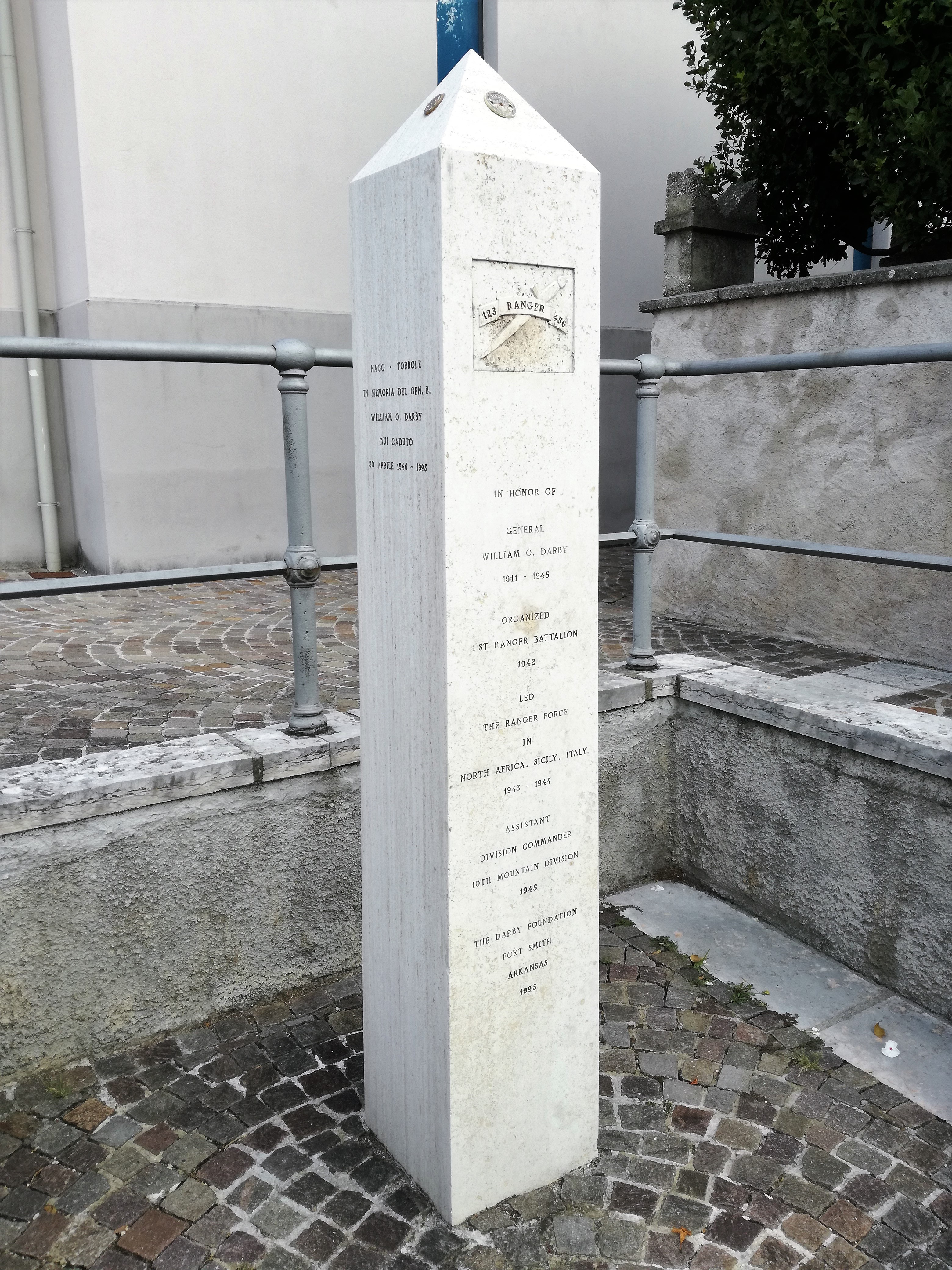
Stele eretto nel luogo in cui morì William O. Darby a Torbole sul lago di Garda il 30 aprile 1945

Il giorno 30 aprile 1945 Darby si trovava di nuovo in Italia come vice comandante della 10ª Divisione da Montagna presso Torbole, sul lago di Garda.
Darby sapeva che il generale Heinrich von Vietinghoff aveva già firmato (il 29 aprile) la resa incondizionata delle forze germaniche in Italia, che avrebbe avuto effetto dal 2 maggio, quando venne colpito mortalmente al cuore dal frammento di un proiettile di artiglieria da 88 mm, mentre si trovava nel piazzale della "Colonia Pavese" di Torbole, dove successivamente è stata posta una stele in suo ricordo.
Proprio il giorno in cui morì, lo stesso giorno della morte di Adolf Hitler, il suo nome era stato incluso nella lista dei candidati per la promozione a generale sottoposta al presidente Truman. Il 2 maggio il segretario di Stato Henry L. Stimson, visto l'eccezionale servizio reso in combattimento, ottenne dal presidente che il nome di Darby non fosse depennato dalla lista. Darby ricevette dunque la promozione postuma a generale di brigata con data 15 maggio, tre mesi dopo il suo trentaquattresimo compleanno. Darby è stato l'unico ufficiale dell'Esercito statunitense a ricevere una promozione postuma a generale durante la seconda guerra mondiale.

## Riconoscimenti
Darby fu tumulato nel cimitero nazionale di Fort Smith. I suoi documenti militari, le sue medaglie e le uniformi sono conservate nel Museo di Fort Smith, e la sua casa natale è aperta ai visitatori.
Ha preso il nome da lui la sede della Scuola Rangers della U.S.Army, Camp Darby (situata presso Fort Benning, Georgia).
Anche due installazioni militari in Europa hanno preso il nome da William Darby: una caserma in Germania, che è restata in funzione fino a tutto il 1995, mentre in Italia è tuttora in attività con questo nome Camp Darby, nei pressi di Pisa, la più importante base portuale-logistica dell'Esercito statunitense nel Mediterraneo.
Ha ricevuto il suo nome anche una nave militare: la USNS General William O. Darby (T-AP-127).
Gli è stata intitolata una scuola media a Fort Smith, e dal 1982 anche l'Istituto Tecnico Commerciale di Cisterna di Latina è stato intitolato a lui, in occasione del gemellaggio di questa città con Fort Smith. Nel luglio 2007 è uscito il libro di H. Paul Jeffers The Heroic Story of Darby's Rangers in World War II.
Un precedente libro, "William Orlando Darby a military biography", venne scritto da M.J. King nel 1981.

## Filmografia
Nel 1958 Darby è stato il protagonista di un film di successo negli Stati Uniti, Commandos (Darby's Rangers) per la regia di William A Wellman, interpretato dall'attore James Garner. Inoltre è stato raffigurato nel film Lo sbarco di Anzio di Dino De Laurentiis del 1968.